# Jooji Hato
Jooji Hato (São Paulo, 26 de fevereiro de 1948 – São Paulo, 28 de janeiro de 2019) foi um político brasileiro, filiado ao Movimento Democrático Brasileiro (MDB). Eleito por sete vezes seguidas vereador de São Paulo entre 1982 e 2010, quando se elegeu deputado estadual, para a 17ª legislatura (2011-2015), função pela qual exerce seu segundo mandato. Em 2018, disputou a reeleição para o mesmo cargo, mas não foi reeleito.

## História
Jooji Hato era filho de Kaoru e Tieko, casal de imigrantes japoneses que chegou ao Brasil e se estabeleceu no interior do estado, trabalhando em atividades agrícolas para que os filhos estudassem. Natural de Pacaembu, região da Alta Paulista, interior de São Paulo, Jooji aprendeu cedo o valor do trabalho, tanto no roçado de amendoim quanto, posteriormente, numa padaria montada pelos pais. Em 1968, foi para a capital estudar Medicina na faculdade da Santa Casa de Misericórdia, onde se formou em 1976 e passou a atuar como cirurgião geral e pediátrico.
Na década de 1970, conheceu a esposa, Marlene, com quem se casou em 1978. O casal tem os filhos Andressa, George e Alex. Todos são médicos e George Hato é vereador por São Paulo. Seu irmão, Mário Hato foi deputado federal por dois mandatos entre 1979 e 1987.

## Projetos
Jooji atuou em projetos na área de saúde, segurança e defesa dos animais. Foi o autor da lei que proibiu o funcionamento, após 1 da madrugada, dos bares que não têm isolamento acústico. Conhecida como Lei Seca ou Lei do Silêncio, ela atingiu seus dois objetivos: reduzir o número de homicídios e garantir o sossego.
Também como vereador, foi presidente da CPI dos Postos de Combustíveis, que descobriu contaminações por vazamento de produtos químicos da Shell na Vila Carioca.
Como deputado, trabalhou pela aprovação da Lei dos Desmanches, que beneficiou os estabelecimentos regulares, que respeitam normas ambientais, e permitiu a extinção daqueles que atuam irregularmente, muitos com autopeças roubadas e furtadas. Resultado: diminuíram os roubos e furtos de veículos.
É autor de lei que obriga a instalação de câmeras em áreas com alta incidência criminal e de projeto que estipula a medida para escolas. E coordena a Frente Parlamentar de Enfrentamento ao Crack e Outras Drogas.
Tem trabalho em favor dos animais domésticos. Um de seus projetos prevê o Disque-Denúncia de Maus Tratos aos Animais.
Jooji foi um dos principais articuladores da devolução do Hospital Santa Cruz à Comunidade Nipo-Brasileira, que teve este patrimônio confiscado durante a Segunda Guerra.

## Morte
Jooji morreu em 28 de janeiro de 2019 aos 70 anos, vitima de parada cardiorrespiratória.